# Nitorellus splendidus
Nitorellus splendidus är en skalbaggsart som beskrevs av Lea 1919. Nitorellus splendidus ingår i släktet Nitorellus och familjen Melolonthidae. Inga underarter finns listade i Catalogue of Life.